# Arthur Jeffrey Dempster
Arthur Jeffrey Dempster vas ser un físic estatunidenc d'origen canadenc. Va néixer el 14 d'agost de 1886 a Toronto. Dempster es va formar en la Universitat de Toronto. El 1914 va emigrar als Estats Units on es va doctorar per la Universitat de Chicago i finalment va adquirir la ciutadania nord-americana. La seva activitat investigadora, duta a terme sent professor de la Universitat de Chicago, es va centrar en el desenvolupament de l'anomenada espectrografia de masses, camp en el qual aconseguiria, entre d'altres, descobrir l'existència de l'isòtop 235 de l'urani que tindria un paper de gran importància en el desenvolupament de les recerques relacionades amb la fissió nuclear, tant per a aplicacions pacífiques com militars (bomba atòmica). Va morir l'11 de març de 1950 a Stuart (Florida).